# Kirche von Nykøbing Sjælland

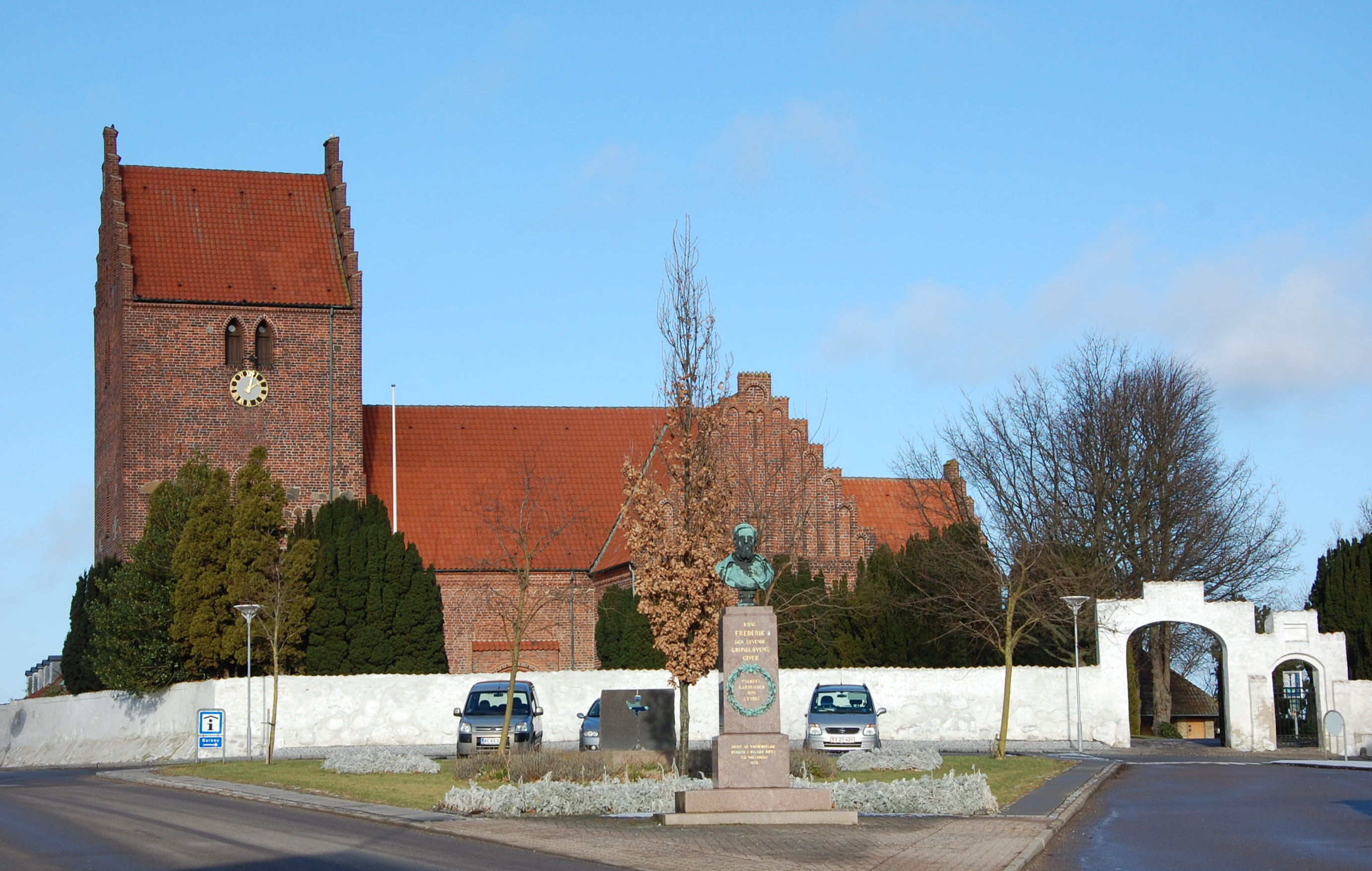
Kirche von Nykøbing Sjælland

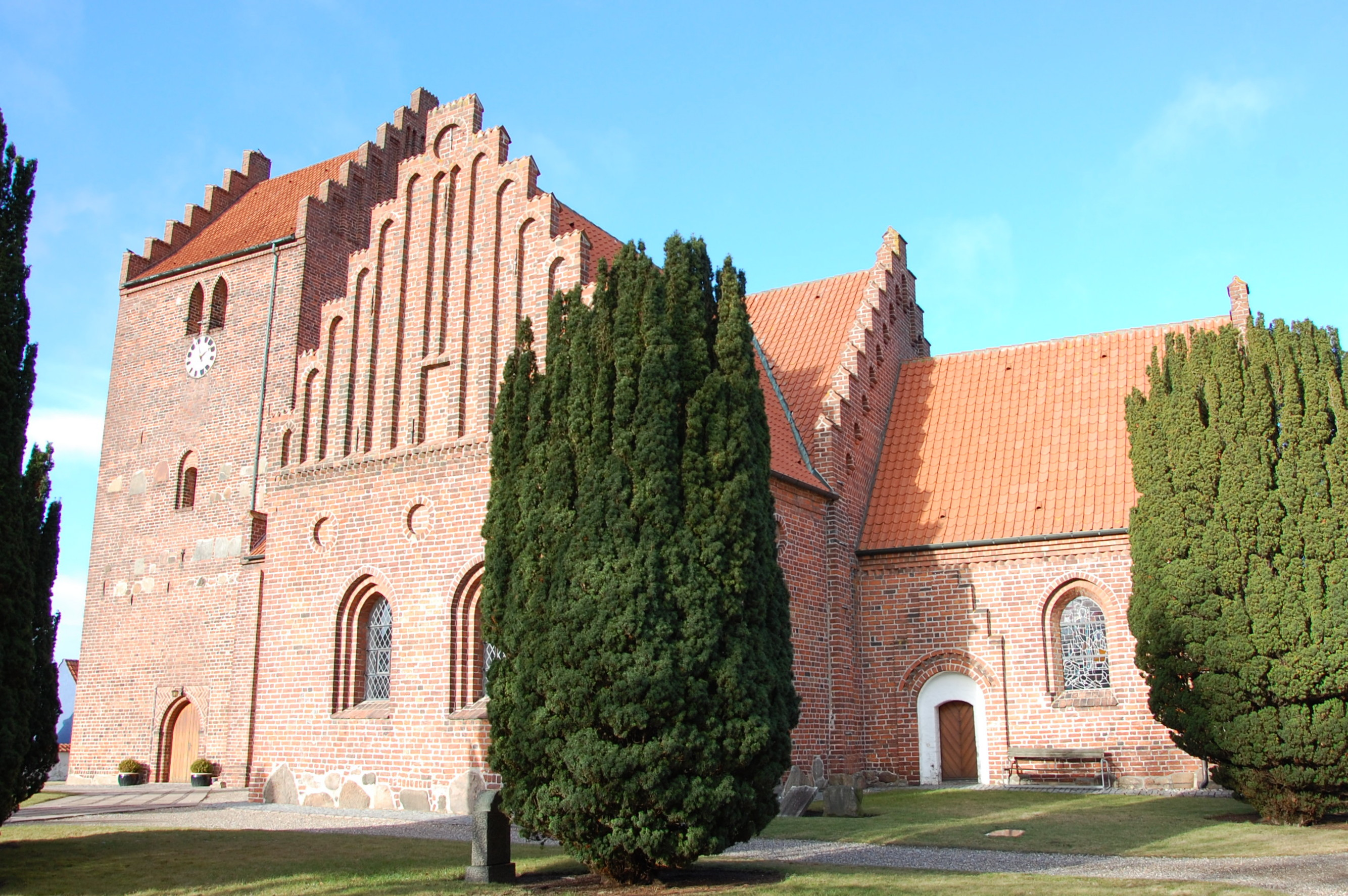
Südseite

Die Kirche von Nykøbing Sjælland ist eine Kirche der Dänischen Volkskirche im dänischen Ort Nykøbing Sjælland. Sie liegt in der Kirchspielsgemeinde Nykøbing Sj Sogn in der Gemeinde Odsherred Kommune.

## Architektur und Geschichte
Die Kirche wurde im Jahr 1225 aus roten Backsteinen in romanischem Stil errichtet. Ende des 13. Jahrhunderts erhielt das Kircheninnere eine gewölbte Decke. In der Zeit um 1400 erfolgte eine Erweiterung mit zwei Seitenschiffen.
Im Jahr 1957 erhielt die Kirche ein im Chorbogen befindliches Kruzifix aus dem Jahr 1375.